# تسایشتاو
تسایشتاو (به آلمانی: Zichtau) یک منطقهٔ مسکونی در آلمان است که در گراده‌لگن واقع شده‌است. تسایشتاو ۲۷۲ نفر جمعیت دارد.